# Ołeksandr Agarin
Ołeksandr Mykołajowycz Agarin, ukr. Олександр Миколайович Агарін, ros. Александр Николаевич Агарин, Aleksandr Nikołajewicz Agarin (ur. 24 czerwca 1973 w Karabałcie) – ukraiński piłkarz, grający na pozycji obrońcy, a wcześniej pomocnika. Po rozpadzie ZSRR posiadał obywatelstwo kirgiskie.

## Kariera piłkarska

### Kariera klubowa
Wychowanek SDJuSzOR w Karabałcie. W 1990 rozpoczął karierę piłkarską w klubie Ałga Frunze. Na początku 1994 powrócił do Ukrainy, do ojczyzny swoich przodków, gdzie podpisał kontrakt z Dniprem Czerkasy. Potem został wypożyczony do klubów Krystał Czortków, Worskła Połtawa i Wołyń Łuck. Latem 2002 przeszedł do pierwszoligowego zespołu Naftowyk-Ukrnafta Ochtyrka, w któremu pomógł awansować do Wyższej Lihi w 2007. Na początku 2008 przeniósł się do IhroSerwisu Symferopol, ale latem 2009 powrócił do ochtyrskiego zespołu. W końcu 2009 roku zakończył karierę piłkarską.

### Kariera reprezentacyjna
W 1992 występował w narodowej reprezentacji Kirgistanu.

## Sukcesy i odznaczenia

### Sukcesy klubowe
- mistrz Kirgistanu: 1992
- brązowy medalista Mistrzostw Ukrainy: 1997
- mistrz Pierwszej Ligi Ukrainy: 2002, 2007
- brązowy medalista Pierwszej Ligi Ukrainy: 2004
- zdobywca Pucharu Kirgistanu: 1992